# Lothar Collatz
Lothar Collatz (født 6. juli 1910, Arnsberg, Westfalen, død 26. september 1990) var en tysk matematiker. I 1937 fremførte han Collatz-formodningen, der endnu står uløst.
Collatz studerede på Humboldt-Universität zu Berlin under Alfred Klose, hvor han erhvervede sit doktorat i 1935 for en afhandling kaldet Das Differenzenverfahren mit höherer Approximation für lineare Differentialgleichungen (Den endelige differensmetode med højere approximation for lineære differentialligninger.)
Han døde i Varna, Bulgarien, under en matematikkonference.